# Хансен, Уоррен
Уо́ррен Р. Ха́нсен (англ. Warren R. Hansen; род. 15 февраля 1943, Эдмонтон) — канадский кёрлингист и спортивный функционер.

## Биография
В составе мужской сборной Канады участник чемпионата мира 1974 (заняли четвёртое место). Чемпион Канады среди мужчин.
Играл на позиции второго.
После окончания карьеры кёрлингиста в 1974—2015 работал в Ассоциации кёрлинга Канады на различных организационных должностях (англ. director of event operations and media relations), затем в 2017—2020 занимался подобной организаторской деятельностью в Ассоциации кёрлинга США. В числе результатов его работы как организатора и популяризатора кёрлинга наиболее заметны:
- перенос важнейших кёрлинг-турниров из маленьких залов кёрлинг-клубов на хоккейные арены с большим количеством зрительских мест;
- внедрение на чемпионатах системы плей-офф Пейджа (ранее игрались полуфинал между 2-й и 3-й командами и финал между победителем полуфинала и командой, занявшей на групповом этапе 1-е место), что добавляло интриги и непредсказуемости к концу чемпионата, повышая зрительский интерес;
- уменьшение количества дорожек на важнейших турнирах до четырёх (одновременное проведение матчей на многих дорожках снижало внимание зрителей к каждой отдельной игре и вносило неудобства в наблюдение за играми);
- введение единого дресс-кода для команд (ранее команды сами определяли, как им одеваться, что ухудшало вид турнира для зрителей, национальный чемпионат выглядел как «турнирчик любительских команд в небольшом местном кёрлинг-клубе»);
- введение судейства на крупных турнирах (ранее команды, как это и бывает на клубных турнирах, сами разбирались, кто прав кто виноват или были ли нарушены правила, в какой-то игровой ситуации);
- создание Кубка Канады по кёрлингу и Континентального кубка по кёрлингу;
- Хансен (совместно с Ray Kingsmith) сыграл ключевую роль в том, что кёрлинг после очень долгого перерыва был представлен на зимних Олимпийских играх 1988 как демонстрационный вид спорта (и поскольку это вызвало интерес публики, впоследствии было уже легче продвинуть решение Международного Олимпийского комитета о включении кёрлинга в официальную программу зимних Олимпийских игр в 1988);
- в 2002 Хансен разработал кёрлинг для смешанных пар, как часть программы Континентального кубка по кёрлингу; впоследствии этот вариант кёрлинга получил свой отдельный чемпионат мира, а затем был включён и в программу зимних Олимпийских игр начиная с 2018;

За вклад в развитие и организацию канадского и международного кёрлинга в 2015 году был введён в Зал славы канадского кёрлинга, в 2016 введён в Международный зал славы кёрлинга Всемирной федерации кёрлинга.
Уоррен Хансен — автор двух книг: Curling, The History, The Players, The Game, изданная в 1999 издательством Key Porter с предисловием одного из самых знаменитых кёрлингистов мира Кевина Мартина, и Sticks 'n' Stones, The Battle for Curling to be an Olympic Sport, издана в 2021 издательством Freisen Press.

## Достижения
- Чемпионат Канады по кёрлингу среди мужчин: золото (1974).

## Команды
| Сезон   | Четвёртый   | Третий    | Второй        | Первый        | Турниры                     |
| ------- | ----------- | --------- | ------------- | ------------- | --------------------------- |
| 1973—74 | Эктор Жерве | Рон Энтон | Уоррен Хансен | Даррел Саттон | ЧК 1974 · ЧМ 1974 (4 место) |

(скипы выделены полужирным шрифтом)